# Rita chrysea
Rita chrysea är en fiskart som beskrevs av Day, 1877. Rita chrysea ingår i släktet Rita och familjen Bagridae. IUCN kategoriserar arten globalt som livskraftig. Inga underarter finns listade i Catalogue of Life.